# إرنست شابمان
إرنست شابمان (بالإنجليزية: Ernest Chapman)‏ هو مجدف أسترالي، ولد في 11 أبريل 1926 في سيدني في أستراليا، وتوفي في 21 مارس 2013.

## وصلات خارجية
- إرنست شابمان على موقع الاتحاد الدولي للتجديف (الإنجليزية)
- إرنست شابمان على موقع اللجنة الأولمبية الدولية (الإنجليزية)
- إرنست شابمان على موقع أوليمبيديا (الإنجليزية)
- إرنست شابمان على موقع اللجنة الأولمبية الأسترالية (الإنجليزية)